# 쥬리아와 도꾸가와 이에야스
"쥬리아와 도꾸가와 이에야스"는 대한민국에서 제작된 이성구 감독의 1973년 영화이다. 김진규 등이 주연으로 출연하였고 이병일 등이 제작에 참여하였다.

## 출연

### 주연
- 김진규
- 허장강: 도쿠가와 이에야스 역
- 신숙: 오타 주리아 역
- 정진